# Rango (film)
Rango je animovaný film režiséra Gore Verbinskieho o chameleonovi, který se dostane do vesnice na divokém západě.
Hlavní roli mluví Johnny Depp a o celou animaci filmu se staral tvůrčí tým ILM, pro který byl tento film prvním na poli animovaných filmů.
Rango jako bezejmenný chameleón je po havárii auta vyhozen na dálnici v americké poušti a zjistí, že je sám. Jeho auto havarovalo, protože pásovec chce přejít na „druhou stranu“ a setkat se duchem pouště.

## Děj
Zhýčkaný Rango zjišťuje, že v poušti není bezpečno a tak se ocitá ve vesnici Prach, kterou terorizuje jestřáb, kterého omylem zabije. A tak se z něho stane proslulý desperát, kterého se všichni bojí. Ve vesnici zjistí, že není dostatek vody a svojí neznalostí podmínek západu pomůže krysám, aby ukradli poslední zásobu vody.
Po vykradení banky pomocí přátel jde hledat zloděje, které najde, ale ty vodu nemají, protože už byla před tím ukradena a Rango postupně zjišťuje, že důvod, proč je vody málo není v tom, že je sucho a zloději ukradli vodu, ale že starosta tajně a nezákonně kšeftuje s vodou, a tak okrádá všechny obyvatelé ve vesnici a ty nepohodlné zabijí, jako ředitele vodní banky.
Díky konfrontaci se starostou a jeho podřízeným (chřestýšem) se celá vesnice dozvídá, že Rango je podvodník a tak utíká. Při útěku zjistí, jaký má osud, setká se s duchem pouště, a zjistí, kde je opravdu zdroj vody a hlavní ventil, a tak se vrátí do vesnice, postaví se starostovi, který ho sice nejprve přemůže, ale díky svému nápadu, se dostane na svobodu a starostu i jeho podřízené přemůže a tak osvobodí od nadvlády zlého starosty a už vesnice Prach nikdy nebude mít problémy se zásobováním vodou.

## Hrají
- Johnny Depp
- Isla Fisherová
- Abigail Breslinová
- Ned Beatty
- Alfred Molina
- Bill Nighy
- Stephen Root
- Harry Dean Stanton
- Timothy Olyphant
- Ray Winstone
- Ian Abercrombie
- Gil Birmingham
- Claudia Black
- Blake Clark
- Patrika Darbo
- Beth Grant
- Ryan Hurst
- Vincent Kartheiser